# ليه جيرمان
ليه جيرمان (بالإنجليزية: Les German)‏ هو لاعب كرة قاعدة أمريكي، ولد في 1 يونيو 1869 في بالتيمور في الولايات المتحدة، وتوفي في 10 يونيو 1934 في جيرمانتاون في الولايات المتحدة.

## وصلات خارجية
- ليه جيرمان على موقعبيزبول رفرنس.كوم (الدوري الرئيسي) (الإنجليزية)
- ليه جيرمان على موقع جمعية أبحاث البيسبول الأمريكية (الإنجليزية)